# Adelaide International
Az Adelaide International 2020-tól évente megrendezésre kerülő tenisztorna a dél-ausztráliai Adelaide városában, egyidejűleg ATP 250 kategóriájúként a férfiak és 2020-ban WTA Premier, 2021-től WTA500 kategóriájúként a nők számára. 2022-ben az Australian Open felvezető versenyeként egy WTA250 kategóriájú tornát is rendeztek Adelaide-ben, majd 2023-tól az egy héttel később kezdődő második torna is WTA500 kategórijú lett.
A tornát szabad téren, keménypályán rendezik, amelyre első alkalommal 2020. január 13−19. között került sor. A torna az Apia International Sydney tornát váltotta a WTA versenynaptárában. Ez az első Dél-Ausztráliában rendezett WTA-torna, amely egyben az Australian Open felvezető versenye.
A férfiaknál a főtáblán 28-an kapnak helyet, az első négy kiemelt csak a 2. fordulótól játszik. A kvalifikációban 16-an indulhattak 4 helyért. Párosban 16 csapat mérheti össze tudását.
A nőknél a főtáblán 30-an vannak, itt az első két kiemelt kezd a 2. fordulóban. 24-en indulhatnak a kvalifikációban 6 helyért. Párosban 16 csapat játszik.

## A döntők eredményei

### Női egyéni
| Év       | Bajnok           | Döntős              | Eredmény    |
| -------- | ---------------- | ------------------- | ----------- |
| 2023 (1) | Arina Szabalenka | Linda Nosková       | 6–3, 7–6(4) |
| 2023 (2) | Belinda Bencic   | Darja Kaszatkina    | 6–0, 6–2    |
| 2022 (1) | Ashleigh Barty   | Jelena Ribakina     | 6–3, 6–2    |
| 2022 (2) | Madison Keys     | Alison Riske        | 6–1, 6–2    |
| 2021     | Iga Świątek      | Belinda Bencic      | 6–2, 6–2    |
| 2020     | Ashleigh Barty   | Dajana Jasztremszka | 6–2, 7–5    |

### Női páros
| Év       | Bajnokok                        | Döntősök                                    | Eredmény            |
| -------- | ------------------------------- | ------------------------------------------- | ------------------- |
| 2023 (1) | Asia Muhammad Taylor Townsend   | Storm Hunter Kateřina Siniaková             | 6–2, 7–6(2)         |
| 2023 (2) | Luisa Stefani Taylor Townsend   | Anasztaszija Pavljucsenkova Jelena Ribakina | 7–5, 7–6(3)         |
| 2022 (1) | Ashleigh Barty Storm Sanders    | Darija Jurak Schreiber Andreja Klepač       | 6–1, 6–4            |
| 2022 (2) | Hozumi Eri Ninomija Makoto      | Tereza Martincová Markéta Vondroušová       | 1–6, 7–6(4), [10–7] |
| 2021     | Alexa Guarachi Desirae Krawczyk | Hayley Carter Luisa Stefani                 | 6–7(4), 6–4, [10–3] |
| 2020     | Nicole Melichar Hszü Ji-fan     | Gabriela Dabrowski Darija Jurak             | 2–6, 7–5, [10–5]    |

### Férfi egyéni
| Év       | Bajnok                                       | Döntős                | Eredmény            |
| -------- | -------------------------------------------- | --------------------- | ------------------- |
| 2023 (1) | Novak Đoković                                | Sebastian Korda       | 6–7(8), 7–6(3), 6–4 |
| 2023 (2) | Kwon Soon-woo                                | Roberto Bautista Agut | 6–4, 3–6, 7–6(4)    |
| 2022 (1) | Gaël Monfils                                 | Karen Hacsanov        | 6–4, 6–4            |
| 2022 (2) | Thanasi Kokkinakis                           | Arthur Rinderknech    | 6–7(6), 7–6(5), 6–3 |
| 2021     | colspan="3" align="center" Nem rendezték meg |                       |                     |
| 2020     | Andrej Rubljov                               | Lloyd Harris          | 6–3, 6–0            |

### Férfi páros
| Év       | Bajnokok                                     | Döntősök                    | Eredmény     |
| -------- | -------------------------------------------- | --------------------------- | ------------ |
| 2023 (1) | Lloyd Glasspool Harri Heliövaara             | Jamie Murray Michael Venus  | 6–3, 7–6(3)  |
| 2023 (2) |                                              |                             |              |
| 2022 (1) | Róhan Bópanna Ramkumar Ramanathan            | Ivan Dodig Marcelo Melo     | 7–6(6), 6–1  |
| 2022 (2) | Wesley Koolhof Neal Skupski                  | Ariel Behar Gonzalo Escobar | 7–6(5), 6–4  |
| 2021     | colspan="3" align="center" Nem rendezték meg |                             |              |
| 2020     | Máximo González Fabrice Martin               | Ivan Dodig Filip Polášek    | 7–6(12), 6–3 |